# Puente romano de Aquae Flaviae
El puente romano de Aquae Flaviae es un puente romano construido en la ciudad romana de Aquae Flaviae, actualmente ciudad de Chaves (Portugal).

## Historia

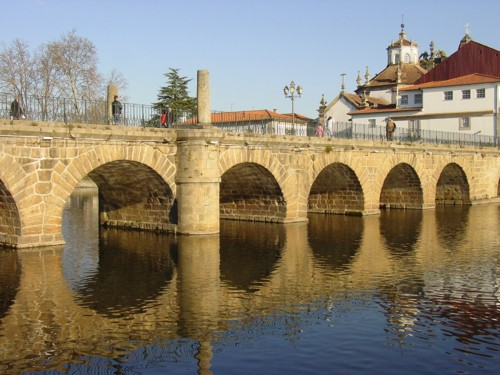
Puente romano construido bajo el mandato del emperador Trajano en la ciudad portuguesa de Chaves.

Aquæ Flaviæ era un enclave estratégico, situado en la provincia romana de Gallaecia. Constituía un puesto importante y estratégico, ya que convergían tres de las vías romanas más importantes: la de Bracara Augusta, la de Asturica y la de Lamecum. 
El puente de Trajano sobre el río Támega es un monumento romano que persiste. Fue construido a finales del siglo I e inicios del siglo II.

## Características arquitectónicas

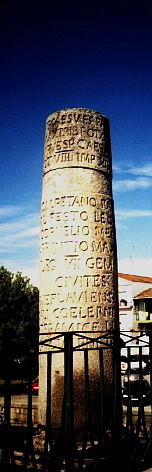
Columna de Trajano, en el puente romano de Aquae Flaviae (Chaves).

El puente romano posee un tablero con 140 metros de longitud y apoyado en 12 arcos de medio punto visibles, y en cuatro soterrados.
El puente tiene en medio dos columnas cilíndricas epigráficas que testifican haber sido edificadas en el reinado del emperador Trajano. Y es hasta hoy, el principal símbolo de la ciudad de Chaves. Cuando la villa recibió la carta foral del rey Manuel I, el puente estaba representado en el blasón de la ciudad.